# Становая (деревня, Липецкая область)
Станова́я — упразднённая деревня Площанского сельского совета (ныне Становлянского сельского поселения) Становлянского района Липецкой области России. Ныне — в составе села Становое.

## Топоним
Название — по месторасположению. В XVII веке располагалась по обе стороны истока Станового оврага.
Название в 19 веке перенесено на название железнодорожной станции и возникшего посёлка при нём.
В октябре 1984 года село Плоское переименовано в Становое, тем самым перенеся и сохранив название деревни.

## География
Находится в северо-западной части региона, в лесостепной зоне, в пределах Среднерусской возвышенности.

### Климат
Климат характеризуются как умеренно континентальный, с умеренно холодной продолжительной зимой и тёплым летом. Среднегодовая температура воздуха составляет 5,3 °С. Средняя температура воздуха самого холодного месяца (января) — −9,8 °C (абсолютный минимум — −38 °C); самого тёплого месяца (июля) — 19,6 °C (абсолютный максимум — 38 °C). Безморозный период длится около 134 дней. Среднегодовое количество атмосферных осадков составляет 550 мм, из которых около 328 мм выпадает в период с апреля по октябрь. Снежный покров держится в течение 150—160 дней.

## История
Возникла в первой четверти XVII века. В документах 1778 года отмечается как деревня Становая (Седельная) с 27 дворами однодворцев.
В 1874 году рядом прошла железнодорожная линия Елец — Узловая; образованную здесь станцию назвали Становой. При ней возник пристанционный посёлок Становая.
В 1880 году, согласно документам, станица была волостным центром Становлянской волости.
В июне 1984 года с расширением села Плоского деревня вошла в его состав.

## Инфраструктура
Личное подсобное хозяйство с зоной сельскохозяйственного использования, индивидуальная застройка усадебного типа.

## Транспорт
Проходит федеральная магистраль М-4 «Дон».